# Guarnición de Ejército Toay
La Guarnición de Ejército (Guar Ej) «Toay» es una base del Ejército Argentino localizada en la provincia de La Pampa. Es el mayor agrupamiento de infantería mecanizada de la Argentina, compuesto por el Regimiento de Infantería Mecanizado 6 «General Viamonte» (RI Mec 6) y el Regimiento de Infantería Mecanizado 12 «General Arenales» (RI Mec 12).

## Historia
La guarnición se formó en el año 1992 en el marco de una reestructuración del Ejército Argentino. Por orden del jefe del Estado Mayor General del Ejército, se establecieron en Toay el Regimiento de Infantería Mecanizado 6 «General Viamonte», proveniente de Mercedes —Buenos Aires—, y el Regimiento de Infantería Mecanizado 12 «General Arenales» derivado desde Mercedes —Corrientes—.